# Alberto Colla
Alberto Ezio Umberto Colla (Alessandria, 2 luglio 1968 – Alessandria, 12 gennaio 2025) è stato un compositore, teorico della musica e saggista italiano.
Docente di composizione all’istituto musicale G. Donizetti di Bergamo (1998-2001), ha insegnato all’Accademia Lorenzo Perosi di Biella e dal 2014 al Conservatorio Luigi Canepa di Sassari. I suoi lavori sono pubblicati da Casa Ricordi e Casa Sonzogno a Milano e dalla Universal di Vienna.

## Biografia

### La prima formazione
Alberto Colla si orienta all'improvvisazione pianistica e inizia gli studi di pianoforte presso il conservatorio 'A. Vivaldi' della sua città conseguendo il diploma nel 1996, allievo di Carlo Mosso e Riccardo Piacentini. Nel 1997 studia composizione sotto la guida di Azio Corghi all’Accademia Petrassi di Parma e poi nel 1998 all’Accademia Nazionale Santa Cecilia di Roma ottenendo la borsa di studio SIAE riservata ai migliori diplomati.

### L'esordio in Italia

Locandina dell'opera Il Processo

Alberto Colla si afferma in Italia nel 2001 con l'opera Il processo di Kafka, con la regia di Daniele Abbado e la direzione di Enrique Mazzola. Si tratta di un'opera lirica in tre stadi che vince il primo posto al concorso internazionale organizzato dal Comitato per le celebrazioni verdiane.  L'opera è stata allestita per la stagione lirica del 2002 al Teatro alla Scala di Milano e ai "I Teatri" di Reggio Emilia. Una nuova produzione, con libretto tedesco, è stata realizzata in Germania nella primavera del 2004 presso l'Opera di Kiel. I protagonisti dell'opera sono l'Orchestra Sinfonica della Fondazione Toscanini, il Coro Claudio Merulo di Reggio Emilia e una decina di cantanti.

## Teoria musicale
Alberto Colla in qualità di teorico e didatta ha realizzato due opere rivolte a musicisti e studenti di composizione, in cui spiega alcune tecniche armoniche contemporanee.
Nel suo Manuale di armonia, Colla tratta dell'evoluzione storica e acustica della teoria musicale, del cambiamento negli anni delle varie tonalità, degli accordi e di suoni che vanno dal canto degli animali alle caratteristiche più intime del canto gregoriano.
Il Trattato di armonia moderna e contemporanea descrive invece alcune tecniche compositive armoniche italiane e internazionali a partire dalla fine dell'Ottocento e mira a colmare alcune lacune dell'ambiente editoriale musicale che ha visto negli anni la scrittura di trattati e manuali che si limitavano all'armonia tonale. Nel trattato Colla analizza i vari aspetti dello sviluppo degli accadimenti armonici, il perché delle specifiche ricerche che venivano effettuate dai compositori e i risultati cui i compositori arrivavano cercando di giungere a una teoria unificatrice.
Tra le opere teoriche di Colla si annovera anche un Dizionario di scale (Thesaurus of scales) non ancora edito.
Colla ha proposto una "teoria musicale del tutto": la Concinnitas, un linguaggio fondato su un articolato sistema armonico che rielabora l'Armonia di Gravitazione di Roberto Lupi. Pur essendo una teoria compositiva sofisticata e pur utilizzando combinazioni armoniche dalle più semplici (bicordi di quinta giusta) alle più complesse (totale cromatico), la Concinnitas è pensata anche per essere facilmente fruibile da un vasto pubblico.

### Commissioni
Dopo il successo di Il processo nel 2001, a Colla sono stati commissionati numerosi lavori da organizzazioni musicali e festival.. Luciano Berio gli ha commissionato un'opera per coro e grande orchestra per l'inaugurazione dell'Auditorium Parco della Musica progettato da Renzo Piano a Roma (dicembre 2002).
Nel 2004, l'Albany Symphony Orchestra e l'Orchestra della Toscana gli hanno commissionato due nuovi lavori per le rispettive stagioni orchestrali del 2005.
Nel 2006 la Conferenza Episcopale Italiana e la Fondazione Arena di Verona gli hanno commissionato un grande oratorio sacro per narratore, cinque solisti, tre cori e una grande orchestra sinfonica per celebrare il 3º Convegno ecclesiale italiano. Questo oratorio è stato eseguito anche in Vaticano per l'ottantesimo compleanno di Papa Benedetto XVI ed è stato anche messo in scena per la stagione lirica 2008 dello Sferisterio di Macerata. Sempre nel 2006, il Concorso Trio con sede a Trieste gli ha commissionato cinque opere da camera come pezzi obbligatori durante il suo concorso del 2007. 
Il 2009 ha segnato la prima mondiale del Concerto per clarinetto "Concinnitherium" con la Biennale di musica di Zagabria e la prima mondiale del suo terzo concerto per pianoforte a Torino, eseguita dal pianista Gianluca Cascioli.
Nel 2010, il "Tempus Nativitatis" di Colla è stato eseguito dall'Orchestra Nazionale dell'Ile de France a Parigi sotto la direzione di Enrique Mazzola. La Albany Symphony Orchestra ha richiesto una nuova composizione da lui per tre chitarre e orchestra per la stagione 2011.
Gran parte della sua musica è stata trasmessa su radio e televisione in Europa, Scandinavia, Israele, Stati Uniti, Russia e Canada. Colla è impegnato nella realizzazione di grandi opere orchestrali, che sono state eseguite da alcune delle più prestigiose orchestre, come la Filarmonica di Los Angeles, il Maggio Musicale Fiorentino, l'Orchestra Mozarteum di Salisburgo, l'Orchestra dell'Accademia nazionale di Santa Cecilia (Roma), l'Orchestra sinfonica della radio bavarese (Monaco), la Juilliard Symphony (New York), l'Orchestra e Coro dell'Arena di Verona, l'Orchestra dei Colori (Atene), l'Orchestra sinfonica della radio norvegese (Oslo), l'Orquestra Sinfónica Portuguesa do TNSC (Lisbona), l'Orchestre de Nancy e l'Orchestra sinfonica statale di Ul'janovsk e Čeljabinsk in Russia. Le esecuzioni sono state spesso dirette da noti direttori d’orchestra come George Pehlivanian, Lucas Vis e Bruno Campanella..

## Composizioni
Le prime composizioni di Colla risalgono al 1973 e si inseriscono in generi che vanno dall'Opera lirica (Il processo, 2001), ai brani sinfonici (Passacaglia del Leviatano, 1998; Symphonia in memoriam, 2001; Vesuvius’ ashes, 2005), alla musica da camera (Quartetto per archi, 2001). In quasi tutte le composizioni, notturni compresi, Colla applica la Concinnitas.

### Lavori sinfonici
- 1º Concerto per pianoforte e orchestra (1997) per pianoforte e orchestra sinfonica
- 2º Concerto per pianoforte e orchestra (1998) per pianoforte e orchestra sinfonica
- Caccia del catoblepa (1998) per grande orchestra sinfonica
- Passacaglia del leviatano (1998) per grande orchestra sinfonica
- Le rovine di Palmira (1999) per grande orchestra sinfonica
- Aria del Quetzal (1999) per orchestra sinfonica e oboe concertante
- La colomba di pietra (2002) per orchestra sinfonica
- Lo squarcio delle anime (2001-2002) per grande orchestra sinfonica
- Liturgia (2000) per pianoforte e orchestra d'archi
- Starlight (Luci stellari) (2002) per orchestra sinfonica
- Scheggiature da Brahms (2002) per orchestra da camera
- L'occhio del silenzio (2003) per quintetto di fiati e orchestra d'archi
- Quasi una romanza (2003) per flauto e orchestra d'archi
- Cantum movere (2003) per orchestra di flauti
- A oriente del sole (2003) per orchestra sinfonica
- Le ceneri del Vesuvio (Vesuvius' Ashes) (2004) per orchestra
- Prima sinfonia (2004) per orchestra sinfonica
- Rifrazioni - Vertici - Dissolvenze (2005) per orchestra d'archi e due corni
- Musica per archi (2006) per orchestra d'archi (dal 1° quartetto d'archi di Colla, II movimento)
- Concinnitherium - il richiamo del grande sauro (2008) per clarinetto e grande orchestra sinfonica
- 3º Concerto per pianoforte e orchestra (2009) per pianoforte e orchestra (2 corni e archi)
- Divertimento per orchestra (2009) per orchestra
- Lacrime notturne (2010) per tre chitarre e orchestra
- Symphonie des prodiges (Troisième Symphonie) (2012) per orchestra sinfonica
- Ouverture pour l'éveil des peuples (2013) per orchestra sinfonica
- Serenade sur la modulation des vents (2015) per orchestra sinfonica
- Sinfonia n. 5 (L'inquietudine di essere umani) (2016) per orchestra sinfonica
- Ode by the earth (Symphony n. 4) (2016) per grande orchestra sinfonica[9]

### Musica da teatro
- Else (2004) liberamente adattato da Fräulein Else di Arthur Schnitzler. Monodramma per soprano e orchestra
- Il processo (2000-2001). Opera in tre fasi, sette scene due fuori scena. Liberamente ispirato da Il processo di F. Kafka.
- Delitto e dovere (2017) Opera in un atto. Liberamente ispirato al crimine di Oscar Wilde.[9]

### Sinfonie vocali
- Pax (1996) per soprano e orchestra sinfonica
- Rivelazione (1997) per 4 solisti, coro e orchestra sinfonica
- Requiem degli uccisi (2000) per soprano, doppio coro acuto, doppio coro misto, ottoni, percussioni, piano, chitarra, archi
- Libera me (2001-2002) per coro misto e grande orchestra sinfonica
- Somnium (2002) per coro misto e grande orchestra sinfonica
- Ave verum (2003) per soprano e orchestra da camera
- Resurrexi (2006) oratorio sacro in cinque dipinti e un postludio
- D.I.S.RESPECTING - Dier Irae - Symphony N.2 (2009-2010) per baritono, coro misto, grande orchestra[9]

### Musica corale da camera
- Primo trio (1996) per violino, violoncello e pianoforte
- Na'tahi (1997) per pianoforte a 4 mani
- Kenong (1997) per pianoforte a 4 mani
- Grillo gotico in memoria di Alfred Schnittke (1998) per ensemble
- Liturgia II (1999) per clarinetto in SI bemolle e pianoforte
- All in a hot and copper sky (2000) per oboe e pianoforte
- Sacrificium justitiae (2001) antifonale per due clarinetti, ottoni e percussioni
- Quartetto in memoria di Sergej Prokof'ev (2001) per quartetto d'archi
- L'adieu (op.68 n.4) (2002) per flauto, clarinetto, violino, violoncello e pianoforte
- Quintetto in memoria di Dmitrij Šostakovič (2003) per quartetto d'archi e pianoforte
- Euterpe (2003) per flauto, clarinetto, violino, violoncello, percussioni, chitarra e piano
- Secondo trio - 1916: Forze di megalopoli in fronte (2003) per violino, violoncello e piano
- Fuga sul ghiaccio sottile (2003) per flauto basso, clarinetto, violino, violoncello e piano
- Albore notturno (2004) per violino / viola e pianoforte
- Falza (2004) per oboe e violino
- Terzo trio "effimere riflessioni" (2005) per violino, violoncello, pianoforte
- Rifrazioni - Vertici - Dissolvenze (2005) per clarinetto di basso e quartetto d'archi
- Deus creator omnium (2005) corale per flauto e pianoforte
- Quarto trio "la follia morale" (2006) per violino, violoncello, pianoforte
- Cinque frammenti lirici (2006) per violino e pianoforte
- Ottetto "l'orizzonte degli eventi" (2007) per flauto, oboe, clarinetto, corno, violino, viola, violoncello, contrabbasso
- Abyssus abyssum invocat (2007) per violino, 2 percussion player, 2 pianoforti
- Quinto trio "concinnitas" (2008) per violino, violoncello, pianoforte
- 11 - 14 agosto 1861 (2010) per violino I, violino II, viola, violoncello e pianoforte
- Sonata per violino e pianoforte "Epifania di una lacrima per il XX secolo" (2010) per violino e pianoforte
- Abaculi quartet (2011) per violino, viola, violoncello e pianoforte
- Sonata microbia (2011) per corno di basso e pianoforte
- Green tablets - Altered states in memoria di Giuseppe Verdi (2012) per flauto e pianoforte
- Quartetto n. 3 Hyperthematic (2013) per quartetto d'archi
- Quartetto n. 2 diario di giorni ordinari (2013) per quartetto d'archi[9]

### Musica da camera
La musica da camera ha un ruolo importante nella produzione musicale del compositore, che ha scritto diversi lavori per il Debussy Trio e l'Ensemble Music Antidogma, in qualità di Resident Composer per entrambi gli ensemble.
- Evangelium (1997) per sestetto vocale
- The sick rose (1999) per soprano e chitarra
- Inno sacro (1999) per coro misto
- Proverbs of hell (2000) per soprano, clarinetto, violino, violoncello e pianoforte a 4 mani
- Caronte (2001) per soprano, flauto, clarinetto, violino, violoncello e pianoforte
- Ninna nanna (2001) per soprano e coro misto
- Due liriche da Rilke (2006) per soprano e pianoforte
- Das mädchen sitzt daheim und singt (2007) per soprano, violino, violoncello e pianoforte
- Nec maris ira manet (2008) (da Metamorfosi di Ovidio)
- Voce antica (2008) (in memoria di Cesare Pavese) per soprano, violino, violoncello e pianoforte
- Voce d'ombra (2008) (in memoria di Cesare Pavese) per soprano, violino, violoncello e pianoforte
- La stirpe dei lupi (2009) di Poetic Edda
- L'uomo lupo (2009) liberamente tratto da Dialoghi con Leucò di C. Pavese
- Te lucis ante terminum (2010) per coro misto
- Le dormeur du val (2010) di Arthur Rimbaud; per mezzosoprano, viola, piano
- Doceas iter et sacra ostia pandas (2012) per narratore, soprano, basso, violoncello e pianoforte[9]

### Solista
- Sonata (1996) per pianoforte
- Sonata (1997) per chitarra
- Trittico dei giardini: Il giardino di pietra, Il giardino chiuso (1998) per pianoforte
- Liturgia (op.110) (1999) per pianoforte
- The spiked and winding cold seahorn (2000) per corno di bassetto
- Doppi affetti (Fantasien opus 16) (2000) per pianoforte
- I recommend your soul to god (in memoria di Igor Stravinskij) (2001) per pianoforte
- Passatempo al cembalo (sonata in do maggiore) (2001) per pianoforte
- Caronte (barcarola R81) (2001) per pianoforte
- Rapsodie piemontesi (2003) per violino
- Kreuzförmig (2005) per pianoforte
- Il ponte del diavolo (2008) Notturno III per pianoforte
- Archi d'acqua (2008) Notturno II per pianoforte
- Il ponte dei sospiri (2008) Notturno I per pianoforte
- Moonbow (2009) Notturno IV per pianoforte
- Stargate (2010) Notturno V per pianoforte
- Respiri (2011) Notturno VI per pianoforte
- Mosarc (2014) Notturno VII per pianoforte
- Rope bridge (2016) Notturno IX per pianoforte
- Cryptoarc (2016) Notturno VIII per pianoforte[9]

### Trascrizioni e riduzioni
- Aida di Giuseppe Verdi. Riduzione completa per orchestra da camera (2005)
- Rigoletto di Giuseppe Verdi. Riduzione completa per orchestra da camera (2005)
- Aida di Giuseppe Verdi. Trascrizione per tromba, violino, violoncello, pianoforte (2008)
- Intermezzo dall'op. 118 n. 2 di Johannes Brahms. Trascrizione per orchestra (2016)[9]

## Libri
- Alberto Colla, Manuale di armonia (L'evoluzione dominante, volume I), Carish Editore, Milano, 2017, ISBN 8850720327.
- Alberto Colla, Trattato di armonia moderna e contemporanea (Le simmetriche terre promesse, volume I), Carish Editore, Milano, 2016, ISBN 9788850729982.
- Alberto Colla, Trattato di armonia moderna e contemporanea (Le armoniche terre promesse, volume II), Carish Editore, Milano, 2013, ISBN 9788850729999.

## Premi e riconoscimenti
Alberto Colla ha vinto primi premi nelle seguenti competizioni: 
- Concorso internazionale per compositori "2 Agosto" a Bologna (1996)
- "Third International E. Grieg Memorial Competition for Composers" Oslo - Norvegia (1997)
- Concorso Nazionale "C. Gesualdo da Venosa" di Potenza (1997) con Evangelium per sestetto vocale.
- Concorso internazionale per compositori "Città di Alessandria" (1997)
- "BMW Kompositionspreis der Musica Viva" - München - Germania (1998)
- "The D. Mitropoulos International Competition 1999 for Composing" - Atene - Grecia (1999)
- "Premier Prix International de Composition" Abu Ghazaleh Intellectual Property - Parigi - Francia (2000)
- "Concorso Internazionale G. Verdi per la composizione di un'opera lirica" - Parma - Italia (2001)

È stato nominato compositeur associé dell’Orchestre National d’Île de France di Parigi per gli anni 2012-14.